# ارنست کارل آبه
ارنست کارل آبه (به آلمانی: Ernst Karl Abbe) ‏ (۲۳ ژانویه ۱۸۴۰، در آیزناخ – ۱۴ ژانویه ۱۹۰۵ در ینا) فیزیک‌دان آلمانی بود که در زمینه فیزیک نور، به فعالیت علمی می‌پرداخت و مقدار آبه را کشف کرد.
او اولین شکست‌سنج را ساخت.
در سال ۱۸۷۴ کتابی دربارهٔ مقدار آبه، منتشر ساخت.
مقدار آبه، رابطه‌ای بین ضریب بازتاب و طول موج به دست می‌دهد.
یکی از گودال‌های آتشفشانی بر روی ماه به افتخار او آبه نامگذاری شده‌است.